# Belgrano Bank
Belgrano Bank är en sandbank i Antarktis. Den ligger i havet utanför Västantarktis. Argentina och Storbritannien gör anspråk på området.